# Élections générales britanniques de 1886
Les élections générales britanniques de 1886 se sont déroulées du 1er juillet au 27 juillet 1886. Ces élections sont remportées par le Parti conservateur de Lord Salisbury

## Résultats
| Parti | Parti                                         | Candidats     | Candidats    | Candidats | Votes             | Votes          |
| Parti | Parti                                         | Présentés     | Élus         | +/-       | Nombre            | %              |
| ----- | --------------------------------------------- | ------------- | ------------ | --------- | ----------------- | -------------- |
|       | Parti conservateur et Parti libéral unioniste | 402+161 (563) | 394 (317+77) | +147      | 1 103 779+417 107 | 37,1+14 (51,1) |
|       | Parti libéral                                 | 449           | 191          | -128      | 1 353 581         | 45,5           |
|       | Parti parlementaire irlandais                 | 100           | 85           | -1        | 97 905            | 3,3            |
|       | Libéraux indépendants                         | 1             | 0            | =         | 1 247             | 0,1            |
|       | Libéral unioniste indépendant                 | 2             | 0            | 0         | 544               | 0              |
| Total | Total                                         | 1 115         | 670          | =         | 2 758 151         | 100            |